# Ammut
Ammut var en hundæmon i ægyptisk mytologi, som efter at en afdød persons hjerte var blevet vejet mod Ma’ats fjer, spiste personens hjerte, hvis det var tungere end fjeren.
Når Ammut spiste hjertet fra en person, hvis hjerte var tungt af de synder, han havde begået, var personen enten dømt til evig lidelse i Duat, eller det var som om personen aldrig havde eksisteret.
Ammut blev typisk afbildet med et krokodillehoved og en løveforkrop, og hendes bagkrop var en flodhest.